# Joe Meno
Joe Meno, né en 1974 aux États-Unis, est un écrivain, dramaturge et journaliste américain.

## Biographie
Après avoir étudié au Collège Columbia de Chicago, il travaille comme chauffeur livreur d'un fleuriste, puis comme professeur dans un centre de détention pour mineurs.
Il publie en 1999 un premier roman, intitulé Tender as Hellfire, très favorablement remarqué par la critique[réf. nécessaire]. Il fait ensuite paraître d'autres récits, notamment policiers, dont Le Blues de La Harpie (How the Hula Girl Sings, 2001), un roman qui narre la difficile réinsertion d'un criminel dans une petite ville de l'Illinois. 
Il écrit également des nouvelles et des pièces de théâtre. 
Il enseigne l'écriture créative au Columbia College et collabore comme journaliste aux magazines Punk Planet et Chicago, ainsi qu'au New York Times .

## Œuvre

### Romans
- Tender as Hellfire (1999)
- How the Hula Girl Sings (2001) Le Blues de La Harpie, traduit par Morgane Saysana, Villenave-d'Ornon, Agullo Éditions, coll. « Agullo noir », 2017 (ISBN 979-10-95718-14-7) ; réédition, Paris, Le Livre de Poche no 34847, 2018 (ISBN 978-2-253-09269-8)
- Hairstyles of the Damned (2004) La Crête des damnés, traduit par Estelle Flory, Villenave-d'Ornon, Agullo Éditions, coll. « Agullo fiction », 2019 (ISBN 979-10-95718-62-8) ; réédition, Paris, Le Livre de Poche no 35863, 2020 (ISBN 978-2-253-24191-1)
- The Boy Detective Fails (2006)
- The Great Perhaps (2009)
- Office Girl (2012)
- Marvel and a Wonder (2015) Prodiges et Miracles, traduit par Morgane Saysana, Villenave-d'Ornon, Agullo Éditions, coll. « Agullo fiction », 2018  (ISBN 979-10-95718-47-5) ; réédition, Paris, Le Livre de Poche no 35504, 2019  (ISBN 978-2-253-26002-8)

### Court roman illustré
- Star Witness (2017)

### Récit documentaire
- Between Everything and Nothing (2020), récit documenté sur la base d'interviews qui raconte l'odyssée de Seidu Mohammed et Razak Iyal dans la jungle de la bureaucratie américaine. Seidu est bisesexuel. Razak est pourchassé par les autorités corrompues de son pays qui l'ont spolié de son héritage. Ces deux jeunes immigrés clandestins, originaires du Ghana, terrorisés à l'idée d'un retour en Afrique, cherchent par tous les moyens à rester en Amérique, espérant y vivre enfin libres.

### Recueils de nouvelles
- Bluebirds Used to Croon in the Choir (2005)
- Demons in the Spring (2008)

### Pièces de théâtre
- The Boy Detective Fails (2006)
- Once Upon a Time or the Secret Language of Birds (2007)

## Prix
- Prix Transfuge 2018 du meilleur polar étranger pour Prodiges et Miracles[1]